# أبوسوم أمازوني أحمر الجانب
أبوسوم أمازوني أحمر الجانب (الاسم العلمي:Monodelphis glirina)، هو نوع من الأبوسوم يتواجد في بوليفيا والبرازيل وبيرو، حيث يعيش في غابات الأمازون المطيرة.